# Gewehrschaft-Keule
Die Gewehrschaft-Keule (engl. Gunstock War-Club) ist eine Schlagwaffe der Indianer Nordamerikas.

## Beschreibung
Die Gewehrschaft-Keule besteht aus Holz und hat meist eine eingesetzte, zweischneidige Klinge. Der Schaft ist ähnlich einem Gewehrschaft gearbeitet, daher der Name. Das Heft ist rund bis oval gearbeitet. Zum Schlagkopf hin wird der Schaft breiter. Auf der nach außen gebogenen Seite ist eine einfach gearbeitete, zweischneidige Dolch- oder Hiebklinge in dem Schaft befestigt. Der Schaft ist mit den runden Köpfen von Messingnägeln verziert (siehe Bild Infobox). Die Keule wird meist farbig bemalt und mit Symbolen und Mustern verziert. Gewehrschaft-Keulen gibt es in verschiedenen Versionen. Sie wird von Ethnien von den südlichen bis zu den östlichen Great Plains  benutzt (u. a. Osage, Sioux, Chippewa, Huron, Iowa). Die Indianer der nördlichen Plains bevorzugen dickere und schwerere Exemplare, während die Indianer im mittleren Westen längere und dünnere bevorzugen. Die Schaftform wird von Experten auf das Erscheinen der ersten Feuerwaffen (Musketen) im 16. und 17. Jahrhundert zurückgeführt.

## Heutige Verwendung
In der indigenen amerikanischen Gesellschaft werden Gewehrschaft-Keulen als Teil von „Pow-Wow“-Ornaten oder bei anderen formellen und traditionellen Anlässen getragen.
Der Gunstock War Club ist die Hauptwaffe beim Okichitaw, einem modernen Kampfkunststil, der auf den traditionellen Kampftechniken der Assiniboine- und Cree-Indianer basiert.

## Galerie

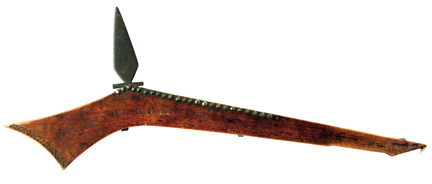
„Gunstock War Club“ (Gewehrschaft-Keule) des Iowa-Stammes, Nebraska, ca. 1800–1850
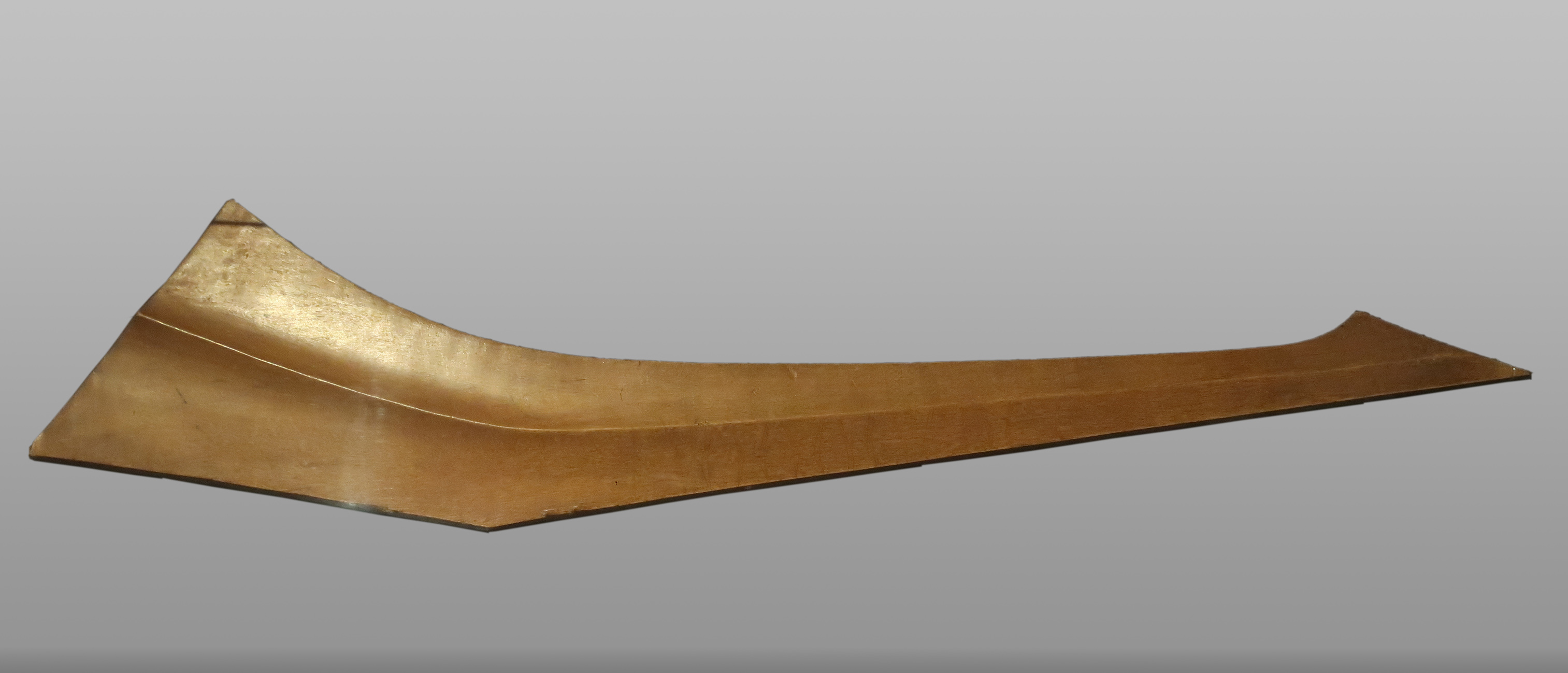
Keule des Sauk-Stammes. Holz, ca. 1760
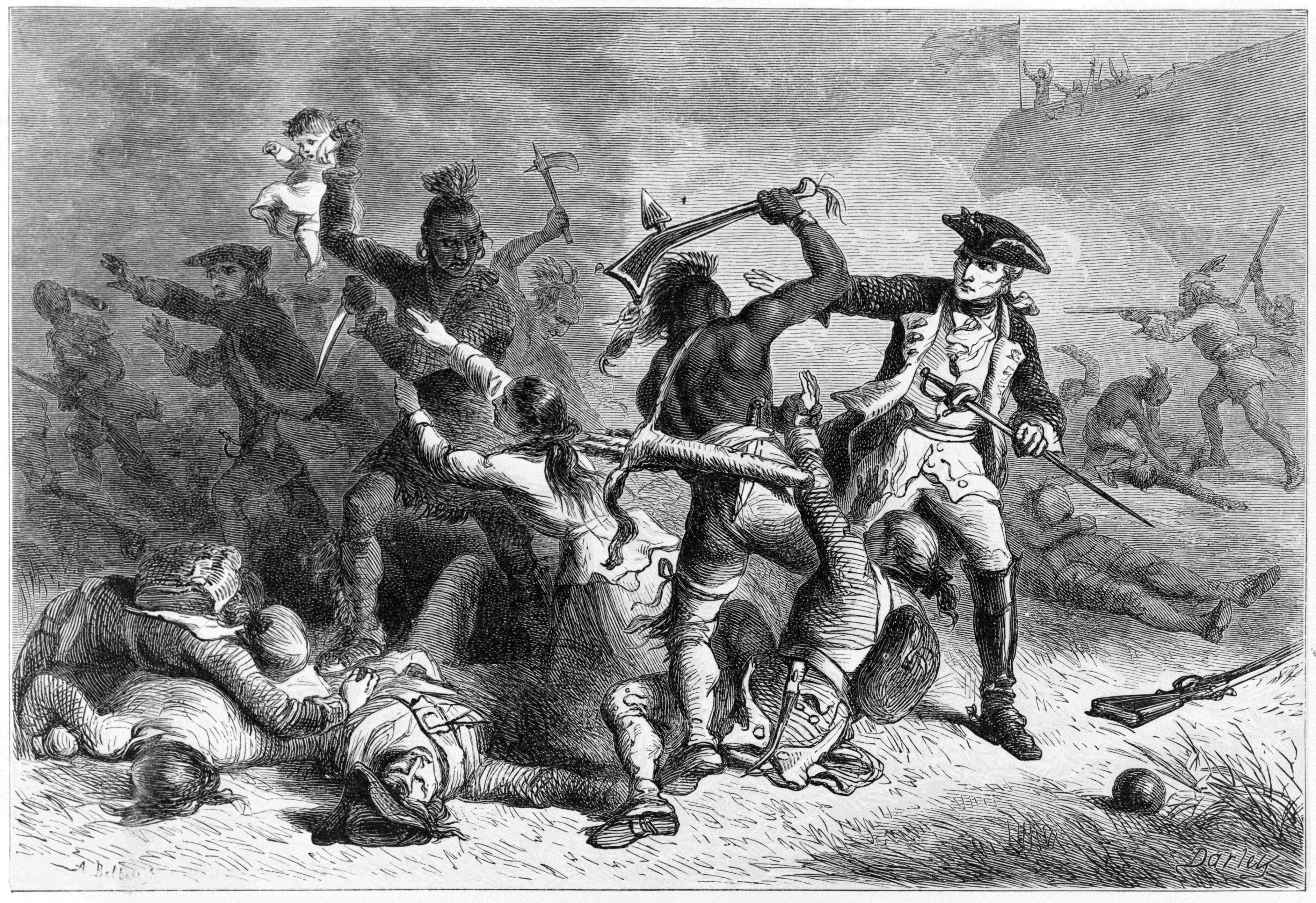
Historische Abbildung (ca. 1870/80) eines Indianers mit Gewehrschaftkeule im Zweikampf mit Louis-Joseph de Montcalm
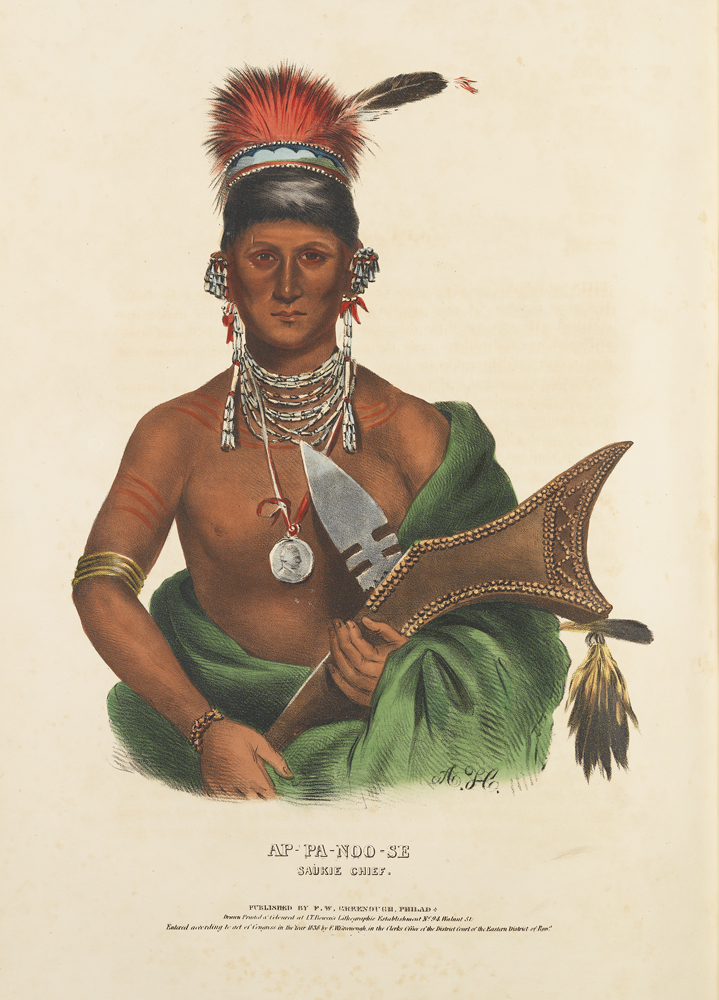
Illustration des Häuptling Ap-Pa-Noo-Se (Sauk), ca. 1842